# 비세르맨인
비세르맨인 또는 베세르먄인들은 우드무르트인에 속하는 그룹이다. 이들은 2002년 통계에 따르면 3122명이 러시아에 거주한다. 비세르맨인들은 우드무르트(유카멘, 글라조프, 발레지노와 야르)에 거주한다.